# Just Inès
Pour plus de détails, voir Fiche technique et Distribution.
Just Inès est un film anglais écrit, réalisé et produit par Marcel Grant, sorti en 2010. Le film suit Tom Jackson, interprété par l'acteur anglais Daniel Weyman, alors qu'il essaie de se racheter après avoir purgé une peine pour la violence domestique. Ce n'est que par une nouvelle relation avec sa voisine française Inès, interprété par l'actrice française Caroline Ducey qu'il peut trouver un nouveau chemin dans sa vie. 
Le film a été tourné au Royaume-Uni et dans les Pyrénées en France. C'est une production indépendant de Dancing Brave Pictures. L'avant-première a eu lieu au festival international du film de Mannheim-Heidelberg 2010 où il a été chaudement applaudi. Le film était aussi présenté au festival international du film du Caire 2010 et au festival international du film de Belgrade 2011. 

## Synopsis
Au début du film, Tom est un homme d'affaires qui mène une vie soigneusement équilibrée entre son travail et une liaison avec sa maîtresse bouddhiste. Lorsque sa femme lui dit qu'elle va le quitter à cause de sa liaison, il craque et la bat sauvagement. Il est condamné à six mois de prison. 
Après être sorti de prison, il rend visite à sa mère et à son frère cadet qui habitent dans un terrain de caravaning sans leur père qui est décédé. Il y reste pendant plusieurs jours avant de s'installer dans un appartement à Bloomsbury, Londres. 
Tom se sent seul et rongé par le doute de soi. Après peu de temps, il devient ami avec une étudiante qui s'appelle PJ. Un amitié est née qui l'aide à comprendre ce qui est important dans la vie. Ensuite Tom rencontre sa belle voisine française Inès. Un rapport se développe entre eux. Elle a un air de mystère et Tom s'intéresse à elle. Lorsqu'il apprend des renseignements sur sa vie, il se rend compte que les problèmes auxquels il fait face ne sont pas si graves que ceux de Inès. Même-si on a des douleurs, on peut toujours espérer.

## Fiche technique
- Photographie : Michael Elphick
- Musique : Michael J. McEvoy
- Montage : Kant Pan
- Production : Marcel Grant et Richard Thompson
- Société de distribution : Synkronized
- Langue : anglais

## Distribution
- Daniel Weyman : Tom Jackson
- Caroline Ducey: Inès Cole
- Barbara Cabrita : Olivia
- Veronica Roberts : Mère de Tom
- Alice O'Connell : PJ